# 小行星4503
小行星4503（英語：4503 Cleobulus）是一颗围绕太阳公转的小行星。1989年11月28日，卡罗琳·舒梅克在帕洛马山发现了此天体。
这颗小行星的绝对星等为76.2592915391631等。